# Pelana

Mapa del sur del Peloponeso en la Antigüedad. La ciudad de Pelana se encontraba al noroeste de Esparta.

Pelana (en griego, Πελλάνα) es el nombre de una antigua ciudad griega de Laconia.
Según una leyenda laconia, fue el lugar donde tuvo que refugiarse Tíndaro cuando Hipocoonte le disputó el trono de Lacedemonia. Otra tradición decía desde Tálamas fueron llevados los Dioscuros por Hermes a Pelana, que fue el lugar donde estos héroes se criaron.
Pausanias la ubica a cien estadios de Belemina. En la ciudad se hallaba un santuario de Asclepio y una fuente llamada Pelánida.
Estrabón menciona que había algunos que identificaban Pelana con la ciudad homérica de Énope.

## Arqueología
Las primeras excavaciones en Pelana tuvieron lugar en 1926 y 1970 pero las más importantes se realizaron entre 1980 y 1995 bajo la dirección de Theodoros Spyropoulos. 
Entre los restos hallados destaca un grupo de tumbas de bóveda del periodo micénico que habían sido saqueadas ya desde la Antigüedad, una de las cuales, de grandes dimensiones, fue erigida hacia el 1500 a. C. y se considera que era una tumba real. 
Por otra parte, en la colina llamada Paleokastro, se han encontrado restos de asentamientos que abarcan desde el Heládico Temprano (hacia el 2500 a. C.) hasta el periodo helenístico y que incluyen restos de asentamientos micénicos con un edificio de importantes dimensiones ubicado en la cima.
Debido a la presencia de estos hallazgos arqueológicos, Spyropoulos ha estimado que en Pelana podría haber estado ubicado un centro palacial micénico que habría sido el centro administrativo de Lacedemonia, pese a que tradicionalmente se cree que ese lugar era el «Meneleo» que se ubica en Terapne. 
Se conservan en la acrópolis también restos de muros del periodo helenístico y del periodo conocido como la francocracia.